# Something About You (Hayden James)
Something About You è una canzone del produttore discografico australiano Hayden James, pubblicata il 19 dicembre 2014 tramite Teen Idols: A Future Classic Compilation .
Il singolo digitale con una traccia è stato rilasciato il 22 maggio 2015 e i remix sono stati rilasciati il 21 agosto 2015. Il brano è stato pubblicato anche negli Stati Uniti tramite Casablanca Records . La canzone è stata nominata per la migliore uscita dance agli ARIA Music Awards del 2015, ma ha perso contro "You Were Right" di Rüfüs.

## Descrizione
In un'intervista con Mike Wass di Idolator, James ha detto di aver scritto la canzone in due o tre ore nel 2014, tuttavia, ci sono volute settimane per produrre la canzone. Per prima cosa ha suonato la canzone a Rüfüs e ha chiesto la loro opinione. Ha detto che è la sua voce nel ritornello e una miscela della sua e di quella di George Maple nelle strofe. James ha aggiunto: "Per me aveva senso scrivere una canzone e non una traccia dance. Sono molto più interessato alle cose piene di sentimento. In realtà sto facendo una canzone e posso convincere altre persone a remixarla in qualcosa di pazzesco se lo desiderano. "

## Video musicale
il video musicale e stato pubblicato il 27 maggio 2015

## Tracce
1. "Something About You" - 3:43
2. "Something About You" (Extended Mix) - 5:26
3. "Something About You" (Odesza Remix) - 5:41
4. "Something About You" (SpectraSoul Remix) - 4:40
5. "Something About You" (Just Kiddin Remix) - 5:00
6. "Something About You" (Ben Pearce Remix) - 6:01
7. "Something About You" (Charles Webster Club Mix) - 7:59
8. "Something About You" (Gazzo Remix) - 4:38